# Julien Ngoy
Julien Fontaine Ngoy Bin Cibambi (Antwerpen, 2 november 1997) is een Belgisch voetballer die bij voorkeur als aanvaller speelt. Sinds het seizoen 2025/26 komt hij uit voor Al-Arabi SC.

## Clubcarrière
Ngoy speelde in de jeugd bij RSC Anderlecht en Club Brugge. In 2013 trok hij naar de Brusselse NSeth Academy. Later dat jaar maakte hij de overstap naar Stoke City. Op 10 december 2016 debuteerde de aanvaller in de Premier League, uit tegen Arsenal. Hij viel na 86 minuten in voor Xherdan Shaqiri. Arsenal won met 3–1.
Ngoy viel tijdens zijn debuutseizoen vijf keer in in de Premier League. In zijn tweede seizoen moest hij wachten tot 30 december tot zijn eerste invalbeurt (na 71 minuten tegen Chelsea FC). Een maand later werd hij voor de rest van het seizoen uitgeleend aan Walsall FC, een club uit de League One. In augustus 2018 leende Stoke City hem voor de tweede keer uit, ditmaal aan de Zwitserse traditieclub Grasshoppers Zürich. Aan die uitleenbeurt kwam een dramatisch einde. Niet zozeer door de individuele prestaties van Ngoy, die vrij veel aan spelen toekwam en vier keer scoorde, maar des te meer door het feit dat de Grasshoppers na 70 jaar uit de Super League degradeerden.
Nadat hij in het seizoen 2019/20 slechts twee wedstrijden mocht spelen voor Stoke City, stapte hij in augustus 2020 op definitieve basis over naar KAS Eupen.

## Clubstatistieken
| Seizoen         | Club                  | Land                 | Competitie         | Competitie | Competitie | Beker | Beker | Supercup | Supercup | Europees | Europees | Totaal | Totaal |
| Seizoen         | Club                  | Land                 | Competitie         | Wed.       | Dlp.       | Wed.  | Dlp.  | Wed.     | Dlp.     | Wed.     | Dlp.     | Wed.   | Dlp.   |
| --------------- | --------------------- | -------------------- | ------------------ | ---------- | ---------- | ----- | ----- | -------- | -------- | -------- | -------- | ------ | ------ |
| 2016/17         | Stoke City            | Vlag van Engeland    | Premier League     | 5          | 0          | 1     | 0     | —        | —        | —        | —        | 6      | 0      |
| 2017/18         | Stoke City            | Vlag van Engeland    | Premier League     | 1          | 0          | 0     | 0     | —        | —        | —        | —        | 1      | 0      |
| 2017/18         | → Walsall FC          | Vlag van Engeland    | League One         | 13         | 3          | 0     | 0     | —        | —        | —        | —        | 13     | 3      |
| 2018/19         | → Grasshoppers Zürich | Vlag van Zwitserland | Super League       | 22         | 5          | 1     | 0     | —        | —        | —        | —        | 23     | 5      |
| 2019/20         | Stoke City            | Vlag van Engeland    | Championship       | 1          | 0          | 1     | 0     | —        | —        | —        | —        | 2      | 0      |
| 2020/21         | KAS Eupen             | Vlag van België      | Jupiler Pro League | 32         | 6          | 3     | 0     | —        | —        | —        | —        | 35     | 6      |
| 2021/22         | KAS Eupen             | Vlag van België      | Jupiler Pro League | 24         | 4          | 5     | 1     | —        | —        | —        | —        | 29     | 5      |
| 2022/23         | KV Mechelen           | Vlag van België      | Jupiler Pro League | 26         | 5          | 3     | 0     | —        | —        | —        | —        | 29     | 5      |
| 2023/24         | KV Mechelen           | Vlag van België      | Jupiler Pro League | 3          | 0          | 0     | 0     | 1        | 0        | —        | —        | 4      | 0      |
| 2023/24         | → Kasımpaşa SK        | Vlag van Turkije     | TFF 1. Lig         | 24         | 2          | 1     | 0     | —        | —        | —        | —        | 25     | 2      |
| 2024/25         | KV Mechelen           | Vlag van België      | Jupiler Pro League | 8          | 0          | 1     | 0     | —        | —        | —        | —        | 9      | 0      |
| 2025/26         | Al-Arabi              | Vlag van Koeweit     | Premier League     | 1          | 1          | 0     | 0     | —        | —        | —        | —        | 1      | 1      |
| Carrière totaal | Carrière totaal       | Carrière totaal      | Carrière totaal    | 156        | 25         | 16    | 1     | 1        | 0        | 0        | 0        | 173    | 26     |